# Patrik Žeňúch
Patrik Žeňúch (30. prosinca 1990. - ) je slovački bacač koplja, koji je svoj prvi seniorski nastup za Slovačku ostvario na Svjetskom prvenstvu u atletici 2015. u Pekingu, gdje je u kvalikacijama, bacivši 69,31 m, osvojio posljednje mjesto.
Svoj osobni rekord u iznosu 83,83 m bacio je u Košicama 3. svibnja 2014.

## Vanjske poveznice
- Facebook profil